# Латаш, Юрий Вадимович
Юрий Вадимович Лата́ш (18 апреля 1930 года — 16 апреля 2001 года, Киев) — советский инженер-металлург, лауреат Ленинской премии. Доктор технических наук (1969). Профессор (1981).

## Биография
Окончил Киевский политехнический институт (1953).
С 1953 научный сотрудник института электросварки им. Патона АН УССР. С 1971 по 2001 заведующий отделом плазменно-шлаковой металлургии.

## Монографии
- Электрошлаковый переплав / Ю. В. Латаш, Б. И. Медовар; под ред. Б. Е. Патона. — Москва : Металлургия, 1970. — 238, [1] с.
- Современные способы производства слитков особо высокого качества / Ю. В. Латаш, В. Н. Матях; под ред.: Б. Е. Патона, Б. И. Медовара. — Киев : Наукова думка, 1987. — 334 с. : ил. — (НТП: Наука и технический прогресс). — Библиогр.: с. 306—333
- Электрошлаковая выплавка и рафинирование металлов / И. Ю. Лютый, Ю. В. Латаш; Под ред. Б. Е. Патона. — Киев : Наук. думка, 1982. — 187 с. : ил.; 20 см.

## Награды
- Ленинская премия 1963 года — за разработку и внедрение в промышленность принципиально нового высокоэффективного способа повышения качества специальных сталей и сплавов — электрошлакового переплава расходуемых электродов в металлической водоохлаждаемой изложнице (кристаллизаторе).